# Буруновська сільська рада
Буру́новська сільська рада (рос. Буруновский сельский совет) — муніципальне утворення у складі Гафурійського району Башкортостану, Росія. Адміністративний центр — село Буруновка.

## Населення
Населення — 417 осіб (2019, 467 в 2010, 545 в 2002).

## Склад
До складу поселення входять такі населені пункти:
| Населений пункт         | Населення, осіб (2002) | Населення, осіб (2010) |
| ----------------------- | ---------------------- | ---------------------- |
| Базіково, присілок      | 238                    | 206                    |
| Буруновка, село         | 300                    | 258                    |
| Петропавловка, присілок | 7                      | 3                      |